# Walthamstow (East 17-album)
A Walthamstow című album az angol East 17 debütáló albuma, mely 1992. november 2-án jelent meg a London Records kiadónál. Az album 1993. február 27-én az Egyesült Királyság album listáján az 1. helyet szerezte meg, majd az albumról három dal lett még slágerlistás helyezett. Az 1992-ben megjelent debütáló dal, a House Of Love, mely 10. helyezést érte el, a Deep, az 5., míg az It's Alright a 3. helyezést érte el.
Az album az Egyesült Királyságban platina helyezést ért el, valamint 1993-ban Mercury díjat kapott.
Az 1993-as újra kiadott változaton szerepel a West End Girls című dal is.

## Megjelenések
LP  London Records – 828 373-1
- A1	House Of Love - 4:36 Producer – Robin Goodfellow
- A2	Deep - 4:06 Mixed By – Phil Harding & Ian Curnow, Producer – Robin Goodfellow
- A3	Gold - 4:22
- A4	Love Is More Than A Feeling - 4:07 Producer – Steve Spiro
- A5	I Disagree - 4:15 Producer – Mykaell Riley
- B1	Gotta Do Something - 5:02
- B2	Slow It Down - 4:44 Producer – Mykaell Riley
- B3	I Want It - 5:38 Producer – Howie Bernstein
- B4	It's Alright - 4:02 Mixed By – Howie Bernstein, Neil Stainton
- B5	Feel What You Can C - 3:28 Mixed By – Mykaell Riley

## Slágerlista

### Heti összesítések
| Slágerlista (1993)                            | Legjobb helyezés |
| --------------------------------------------- | ---------------- |
| Ausztrália (ARIA Top 50 Albums)               | 5                |
| Ausztria (Ö3 Austria Top 40)                  | 10               |
| Hollandia (Dutch Charts Album Top 100)        | 17               |
| European Albums Chart                         | 11               |
| Finnország (Musiikkituottajat Albumit Top 50) | 1                |
| Franciaország (SNEP Album Top 100)            | 5                |
| Németország (Media Control Top 100 Album)     | 11               |
| Magyarország (Rádiós Top 40)                  | 10               |
| Írország (IRMA)                               | 22               |
| Svédország (Sverigetopplistan Top 60 Albums)  | 9                |
| Svájc (Schweizer Hitparade Top 100 Albums)    | 22               |
| Egyesült Királyság (OCC)                      | 1                |

| Slágerlista (1993)                       | Helyezés |
| ---------------------------------------- | -------- |
| Ausztrália (ARIA)                        | 83       |
| Németország (Offizielle Deutsche Charts) | 75       |
| Egyesült Királyság (OCC)                 | 37       |
| Slágerlista (1994)                       | Helyezés |
| Ausztrália (ARIA)                        | 37       |
| Franciaország (SNEP)                     | 21       |
| Németország (Offizielle Deutsche Charts) | 51       |

### Minősítések
| Ország                   | Minősítés | Eladások |
| ------------------------ | --------- | -------- |
| Ausztrália               | platina   | 70.000   |
| Franciaország (SNEP)     | platina   | 391.700  |
| Németország (BVMI)       | arany     | 250.000  |
| Svájc (IFPI)             | Arany     | 25.000   |
| Egyesült Királyság (BPI) | platina   | 300.000  |